# Jindřich I. z Augsburku
Jindřich I. z Augsburku (německy Heinrich I. von Augsburg; * 923 – † 13. července 982) byl augsburský biskup od roku 973 až do své smrti.

## Životopis
V roce 973 se díky intrikám svých příbuzných stal Jindřich nástupcem svatého Oldřicha v čele diecéze augsburská|augsburského biskupství. Spolu se svým bratrancem, bavorským vévodou Jindřichem Svárlivým a s korutanským vévodou Jindřichem se v roce 977 podílel na vzpouře tří Jindřichů proti císaři Otovi II. Povstání však ztroskotalo a dva vzbouření vévodové Jindřichové se museli vzdát. Biskup Jindřich se dobrovolně dostavil ke dvoru, kde se konal soud nad jeho spoluspiklenci. Zde byl předán jako vězeň opatu Ludolfovi z kláštera Werden. Jindřich však zůstal ve Werdenu pouhé tři měsíce, poté se mohl na žádost augsburského kléru a ostatních císařských biskupů vrátit do své diecéze. V následujících letech se Jindřich staral o svou diecézi, která utrpěla jeho politickými ambicemi. V roce 979/980 vykonal pouť do Říma, snad byla tato pouť pokáním, které mu bylo uloženo za povstání. Po svém omilostnění se Jindřich projevil jako loajální k císaři. Byl přítomen bitvě u mysu Colonna 13. července 982, ve které byla císařská armáda poražena Saracény a císař Otto jen o vlásek unikl. V této bitvě byl Jindřich jedním z padlých nebo nezvěstných.